# 小坂将商
小坂 将商（こさか まさあき、1977年7月23日 - ）は、和歌山県那賀郡那賀町（現紀の川市）出身の高校野球指導者。智辯学園高等学校（奈良県五條市）・硬式野球部監督。

## 経歴

### 現役選手時代
- 小学生時代は地元の少年野球チーム・名手ペガサスに所属。1993年3月、那賀町立那賀中学校卒業。
- 1993年4月、智辯学園高校に入学し硬式野球部に所属。翌1994年秋、主将に選出。
- 庄田隆弘は高校時代の2学年下の後輩にあたる。
- 1995年夏・第77回全国高等学校野球選手権大会へ、自身キャプテンとして高校時代唯一の甲子園大会出場を果たす（守備担当は中堅手、打順は4番）。
  - 組み合わせ抽選会で、1回戦はシード（不戦勝）。初戦の2回戦では高岡商高校（富山）に10-0と、一方的な試合展開で甲子園初勝利。続く3回戦も青森山田高校（青森）に5-2で下し、ベスト8進出。その準々決勝では福留孝介らを擁するPL学園高校（大阪）に8-6と接戦の末勝利、智弁学園としては夏の甲子園初となるベスト4まで進出した（準決勝は山本省吾を擁する星稜高校（石川）に1-3で敗退し、決勝戦進出はならず）。同大会終了後、全日本高校選抜の一員として第8回日米韓三国親善野球大会（韓国開催）に参加する（背番号は17番）。
- 智弁学園高校卒業後の1996年4月に法政大学へ進学し、野球部に所属。同大学在学中に3度リーグ優勝を経験。
- 法政大学4年時に主将に選出される。1999年春・秋連続で外野手部門のベストナインを獲得。
- 安藤優也、田中聡は大学時代の同期。また廣瀬純は1学年下の後輩にあたる。
- 大学卒業後の2000年4月、松下電器に入社し松下電器野球部で5年間プレーを続けた。

### 指導者時代
- 現役引退（松下電器退社・同野球部退部）後は、2005年1月から母校の智辯学園高校野球部・コーチに赴任。同年12月、前監督の上村恭生が46歳で亡くなったため、その直後から同高校の監督代行を担当したが、翌2006年4月から野球部監督に正式に就任した。
- 2007年夏、智弁学園高校野球部の監督として自身初となる、第89回全国高等学校野球選手権大会に出場。1回戦は尽誠学園高校（香川）に12-2で圧倒し、監督として甲子園初勝利。2回戦は由規（佐藤由規）を擁する仙台育英高校（宮城）に5-2で勝利、3回戦に進出した（3回戦は前田三夫監督が率い中村晃らを擁する帝京高校（東東京）に0-6と敗退、ベスト8進出を逃す）。
- 2011年夏、青山大紀や中道勝士を擁して第93回全国高等学校野球選手権大会に出場。3回戦、渡辺元智監督が率い近藤健介や柳裕也を擁する横浜高校（神奈川）に、9回表2死1・3塁と「あと一人」の土壇場、1-4のスコアから8得点を奪って9-4で大逆転勝利、夏の甲子園では16年振りにベスト8へ進出した（準々決勝は石井一成を擁する作新学院（栃木）に6-7で惜敗、ベスト4進出ならず）。
- 2012年春、第84回選抜高等学校野球大会に出場。1回戦、大越基監督が率いる早鞆高校（山口）に5-2で勝利。2回戦は中村祐太を擁する関東一高校（東京）に1-2で敗戦、ベスト8進出を逃す。
- 2016年春、村上頌樹を擁して、第88回選抜高等学校野球大会に出場。1977年・第49回大会以来39年ぶりにベスト4進出し、準決勝戦では原田英彦監督が率いる龍谷大平安高校（京都）に、9回ウラに2x-1で逆転サヨナラ勝利で競り勝ち、智辯学園高校としては春夏通じて甲子園初の決勝戦に進出。同年3月31日の選抜大会決勝は、高松商高校（香川）を延長11回ウラ、2x-1で2試合連続のサヨナラ勝利で下し、初の全国制覇を達成した（選抜大会で奈良代表の優勝は1997年・第69回の天理高校以来19年振り2度目）。
- 2016年夏、第98回全国高等学校野球選手権大会に出場。1回戦は出雲高校（島根）に6-1で勝利したが、2回戦は河野竜生を擁する鳴門高校（徳島）に2-5で敗戦、甲子園春夏連覇はならなかった。
- 2017年春、第89回選抜高等学校野球大会に、前年のディフェンディングチャンピオンとして2年連続で出場。1回戦は熊本工高校（熊本）に9-0で勝利したが、2回戦は盛岡大付高校（岩手）に1-5で敗戦、甲子園春2連覇はならなかった。
- 2018年春、第90回選抜高等学校野球大会に出場。1回戦は荒木準也監督が率いる日大山形高校(山形)に5-3で勝利したが、2回戦は創成館高校(長崎)に延長十一回1-2xでサヨナラ負けを喫した。
- 2020年春、第92回選抜高等学校野球大会に出場することが決まっていたが、大会自体が中止となり、同年8月に開催された2020年甲子園高校野球交流試合で髙橋宏斗らを擁する中京大中京高校(愛知)に延長十回3-4xでサヨナラ負けを喫した。
- 2021年春、第93回選抜高等学校野球大会に出場。1回戦は2020年秋季近畿大会決勝で勝利した相手で西谷浩一監督が率いる大阪桐蔭高校(大阪)に8-6で勝利。2回戦は広島新庄高校(広島)に5-2で勝利したが、準々決勝はのちに準優勝となる明豊高校(大分)に4‐6で敗戦、2016年春以来のベスト4進出を逃した。
- 2021年夏、第103回全国高等学校野球選手権大会に出場。準々決勝は馬淵史郎監督が率いる明徳義塾高校（高知）に九回3x-2で逆転サヨナラ勝ちし、当時キャプテンとして出場した1995年・第77回大会以来26年ぶりにベスト4に進出。準決勝戦では京都国際高校（京都）に3-1で勝利し、学校として夏の大会初の決勝に導いた。決勝戦では史上初の兄弟校対決となった中谷仁監督が率いる智弁和歌山高校(和歌山)に2-9で敗戦。夏の大会初優勝を逃し、準優勝となった。

## 高校野球（智辯学園）の戦績
- 現役（主将）時代
  - 夏選手権大会・出場1回（1995年・第77回ベスト4）
- 指導者（監督）時代
  - 春選抜大会・出場6回（2012年・第84回、2014年・第86回、2016年・第88回優勝、2017年・第89回、2018年・第90回、〈2020年・第92回〉、2021年・第93回ベスト8)
  - 夏選手権大会・出場7回（2007年・第89回、2008年・第90回、2011年・第93回ベスト8、2014年・第96回、2016年・第98回、2019年・第101回、2021年・第103回準優勝)

## 主な教え子
- 枡田慎太郎 - 2006年卒業（コーチ時代）、元東北楽天ゴールデンイーグルス
- 青山大紀 - 2013年卒業、元オリックス・バファローズ
- 中道勝士 - 2013年卒業、元オリックス・バファローズ
- 岡本和真 - 2015年卒業、読売ジャイアンツ
- 廣岡大志 - 2016年卒業、東京ヤクルトスワローズ→読売ジャイアンツ→オリックス・バファローズ
- 村上頌樹 - 2017年卒業、阪神タイガース
- 松本竜也 - 2018年卒業、広島東洋カープ
- 福元悠真 - 2018年卒業、中日ドラゴンズ
- 前川右京 - 2022年卒業、阪神タイガース